# Иоланта (опера Салливана)
Иола́нта, или Пэр и пе́ри (англ. Iolanthe; or, The Peer and the Peri) — сказочная комическая опера, или оперетта, в двух действиях композитора Артура Салливана и либреттиста Уильяма Гилберта. Премьера оперы состоялась 25 ноября 1882 года, впервые в истории театра одновременно в двух местах: театр Савой в Лондоне и театре Стандарт в Нью-Йорке.

## История создания
Гилберт представил Салливану свои идеи насчет либретто для новой оперы в октябре 1881 года. Первоначальные идеи для сюжета возникли ранее в его сатирической балладе «Куратор фей» (англ. The Fairy Curate) из сборника «Баллады Бэба» (англ. Bab Ballads, «Бэб» — детское прозвище Гилберта), иллюстрированных комическими рисунками самого автора. Фея выходит замуж за обычного поверенного и рожает ему сына. Когда сын вырастает, она посещает его на Земле, но её ошибочно принимают за его любовницу, так как феи постоянно появляются молодыми и красивыми. Противостояние между феями и пэрами является вариацией на одну из любимых тем Гилберта: безмятежный уклад жизни женщин разрушается обществом доминирующих мужчин, открывающих им любовь смертных. Салливан одобрил этот забавный сюжет и Гилберт приступил к написанию текстов будущей оперы, которые в нескольких вариантах он представил композитору в декабре того же года.
Салливан работал над сюжетом несколько месяцев, в то время как раньше, на предыдущие работы, на это уходило всего несколько недель. В течение этих месяцев, он побывал в Египте, Италии и других странах. По возвращении в Лондон в апреле 1882 года, он переехал в новый дом, а в мае скоропостижно скончалась его любимая мать. В конце июля 1882 года Гилберт предоставил тексты некоторых песен, после чего Салливан приступил к написанию музыки на эти тексты. Затем они неоднократно встречались для обсуждения будущей оперы, после его большая часть текстов была готова. В сентябре начались репетиции музыкальных партий, а в октябре — театральной постановки. До начала ноября Салливан ещё дописывал оперу и вносил некоторые изменения. Нехарактерным для Салливана является то, что он сам сочинил увертюру к опере, вместо того, чтобы поручить это своему ассистенту. Оперу репетировали сразу два состава, так как её премьера должна была состояться в один и тот же день одновременно в Лондоне и Нью-Йорке, впервые в истории любого спектакля.

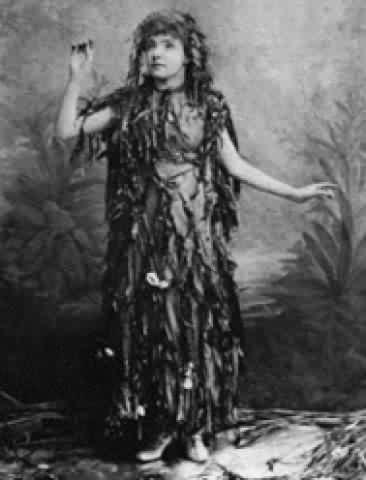
Джесси Бонд в роли Иоланты, 1882 г.

В ранних своих работах Гилберт направлял сатиру против аристократии и политических деятелей. В этой опере, Палата лордов высмеивается как оплот неэффективности, привилегированности и глупости, ведь единственное, что даёт им право управлять государством — благородное происхождение, а это не какие-то личные качества, навыки и способности. Опера высмеивает многие аспекты британского правительства, систему политических партий, закон и общество. В «Иоланте» авторы сумели деликатно вставить критику между жизнерадостными, добродушными нелепостями и великолепным пышным зрелищем, чтобы было воспринято публикой как хороший юмор. Даже премьер-министр Уильям Гладстон похвалил постановку и отметил, что опера в целом производит хорошее впечатление. Позже, Гилберт не разрешил использовать цитаты из пьесы в кампании по уменьшению полномочий Палаты лордов.
Изначально опера называлась «Перола» (Pérola) и именно под этим именем её начали репетировать. В 1880 году, Генри Ирвинг сделал адаптацию «Дочери короля Рене» Уилса под именем «Иоланта», поэтому в октябре 1882 года Гилберт попросил своего продюсера, Ричарда Д’Ойли Карта, получить разрешение Ирвинга использовать имя. Ответил ли Ирвинг — неизвестно, но название оперы было изменено. Согласно часто повторяемым мифам, Гилберт и Салливан изменили название оперы перед самой премьерой. Однако, на самом деле, опера рекламировалась как «Иоланта» уже 13 ноября 1882 года.

### Премьера

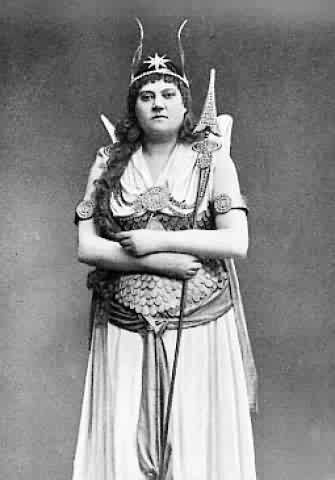
Элис Барнетт в роли Королевы фей, 1882 г.

Премьера оперы состоялась 25 ноября 1882 года, через 3 дня после того как была снята из репертуара театра Савой опера «Пейшенс» (англ. Patience). «Иоланта» — первая премьера театра Савой и первая новая театральная постановка в мире, полностью освещённая электрическим светом, позволившим некоторые специальные эффекты, которые не были возможны в эпоху газового освещения: сверкающие волшебные палочки фей, головы главных фей были украшены венками светящихся звезд, подключенных к батарейке.
Среди зрителей на премьере присутствовал капитан Эйр Мэсси Шоу (англ. Eyre Massey Shaw), глава столичной пожарной бригады, который сидел в центре партера. Во время спектакля Элис Барнет в роли Королевы фей непосредственно ему исполнила во время спектакля куплет:
| О, капитан Шоу, Вид истинной и сдержанной любви Могла б твоя бригада При помощи холодного каскада Моей большой любви пыл охладить? | Оригинал Oh, Captain Shaw Type of true love kept under Could thy brigade with cold cascade Quench my great love, I wonder? |

Первое исполнение оперы прошло с большим успехом. Новая опера с восторгом была принята зрителями и заслужила похвалу критиков, которые, правда, выразили мнение, что второй акт нуждается в некоторой доработке. До 1884 года опера выдержала 398 исполнений в Лондоне, став четвёртым по счёту успешным произведением Гилберта и Салливана и седьмой из четырнадцати их совместных работ.
В тот же день, 25 ноября 1882 года, премьера оперы состоялась также в театре Стандарт (Standard Theatre) в Нью-Йорке; постановкой дирижировал ассистент композитора Альфред Селльер. Разные гастролирующие труппы исполняли эту оперу по всей Великобритании и США. 9 мая 1885 года опера была впервые исполнена в Королевском театре в Мельбурне, Австралия (постановка Д. К. Уильямсона). Оперная труппа Д’Ойли Карта исполняла эту оперу почти непрерывно с 1891 до 1982 года в театре Савой и гастрольных поездках, осуществив также несколько записей.
Рассматривая свою работу с Гилбертом как легкомысленную, без конца повторяющуюся и не дающую ему раскрыться в полной мере как композитору, Салливан намеревался отказаться от партнерства с Гилбертом и Д’Ойли Картом после «Иоланты», но в день её премьеры, он получил письмо от своего брокера Эдварда Холла, уведомляющего о потере денег, в том числе 7000 фунтов стерлингов инвестиций Салливана, основной части его состояния. Образ жизни Салливана не был дешёвым, он обеспечивал большую семью своего покойного брата, Фредерика Салливана, а также свою любовницу, Фанни Рональдс, и её семью. Вскоре он пришёл к выводу, что единственный верный способ поправить своё финансовое положение — продолжать писать «савойские оперы». 8 февраля 1883 года он подписал новый пятилетний договор о творческом партнерстве с Гилбертом и Картом. Гилберт уже работал над либретто для их следующей оперы «Принцесса Ида». 22 мая 1883 года Салливан был посвящён королевой Викторией в рыцари за его «заслуги… оказанные продвижению музыкального искусства» в Великобритании.

## Действующие лица

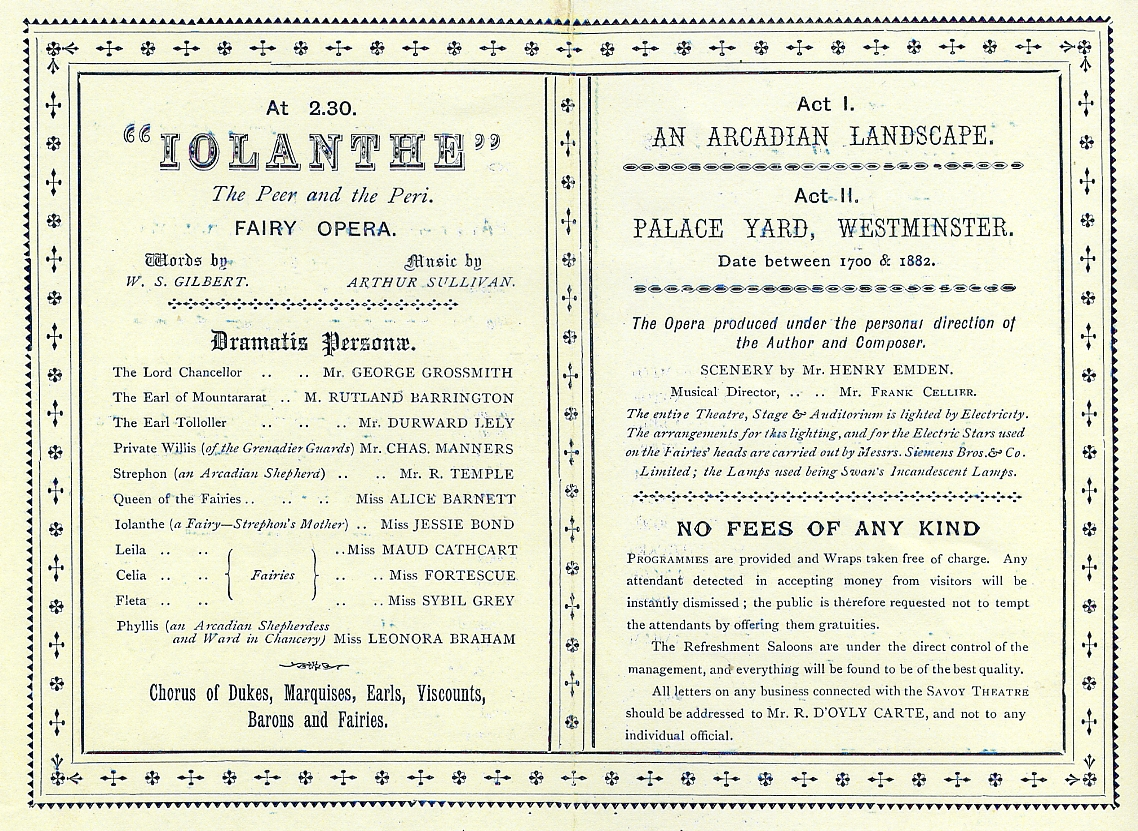
Разворот программы первой постановки

| Роль                                                     | Певческий голос  | Театр Савой 25 ноября 1882 года    |
| -------------------------------------------------------- | ---------------- | ---------------------------------- |
| Лорд-канцлер                                             | баритон          | Джордж Гроссмит (G. Grossmith)     |
| Джордж, граф Маунтарарат                                 | баритон          | Ратленд Баррингтон (R. Barrington) |
| Томас, граф Толлоллер                                    | тенор            | Дорвард Лели (D. Lely)             |
| Уиллис, рядовой гренадерской гвардии                     | бас              | Чарльз Мэннерс (C. Manners)        |
| Стрефон, аркадийский пастух                              | баритон          | Ричард Темпл (R. Temple)           |
| Королева фей                                             | контральто       | Элис Барнетт (A. Barnett)          |
| Иоланта, фея, мать Стрефона                              | меццо-сопрано    | Джесси Бонд (J. Bond)              |
| Силия, фея                                               | сопрано          | Мэй Фортескью (M. Fortescue)       |
| Лейла, фея                                               | меццо-сопрано    | Джулия Гвинн (J. Gwynne)           |
| Флита, фея                                               | разговорная роль | Сибил Грей (S. Grey)               |
| Филлида, аркадийская пастушка, подопечная Лорда-канцлера | сопрано          | Леонора Брэхем (L. Braham)         |
| Хор герцогов, маркизов, графов, виконтов, баронов и фей  |                  |                                    |

## Содержание оперы

### Первое действие
Природный ландшафт Аркадии.
За двадцать пять лет до событий, разворачивающихся в опере, фея Иоланта вышла замуж за смертного человека, что запрещено законами сказочной страны. Королева фей смягчила смертный приговор Иоланты, приговорив её к изгнанию, с условием, что Иоланта оставит своего мужа и никогда не будет общаться с ним. Спустя 25 лет, феи всё так же скучают по Иоланте и умоляют свою королеву помиловать Иоланту и вернуть её в сказочную страну («Tripping hither, tripping thither»).
Вызванная Королевой фей («Iolanthe! From thy dark exile thou art summoned»), Иоланта восстаёт из ручья, кишащего лягушками, который был её домом в изгнании. Королева, не в силах вынести какое-либо ещё наказание, прощает Иоланту, которая тепло встречена другими феями. Иоланта рассказывает своим сёстрам, что у неё есть сын, Стрефон — наполовину эльф, но его ноги смертны. Феи смеются, что Иоланта ещё слишком молода, чтобы иметь взрослого сына. Одно из преимуществ бессмертия фей является то, что они никогда не стареют.
Появляется Стрефон, красивый аркадийский пастух, который встречает свою мать и тётушек-фей («Good-morrow, good mother»). Он говорит Иоланте о своей любви к подопечной Лорда-канцлера, прекрасной Филлиде, которая не знает о его смешанном происхождении. Стрефон подавлен, так как Лорд-канцлер запретил им жениться, отчасти потому, что простой пастух не подходит Филлиде, отчасти потому, что он сам хочет жениться на ней. В действительности же половина членов британской Палаты лордов хотят на ней жениться. Королева фей обещает ей помочь («Fare thee well, attractive stranger»). Вскоре появляется Филлида, она и Стрефон в нежном диалоге планируют своё будущее и возможный побег от Лорда-канцлера («Good-morrow, good lover», «None shall part us from each other»).

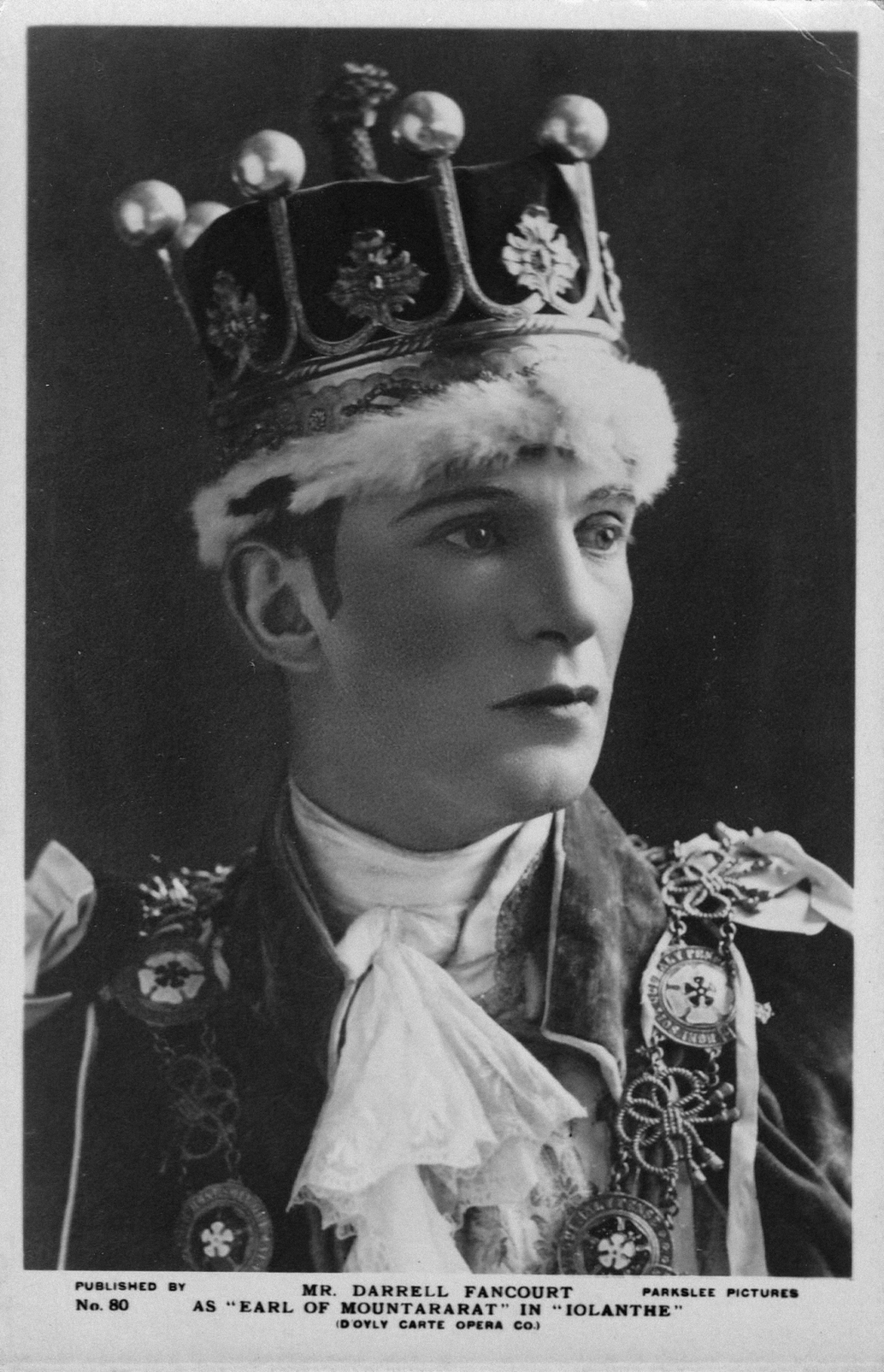
Даррел Фэнкорт в роли Маунтарарата

Во всем великолепии и с шумом прибывают пэры королевства («Loudly let the trumpet bray», «The law is the true embodiment»). Поражённые красотой Филлиды они обращаются к Лорду-канцлеру, чтобы он решил, кто получит её руку. Лорд-канцлер в их обществе стесняется выразить своё собственное намерение жениться на Филлиде, поскольку он является её опекуном. Лорды послали за Филлидой, чтобы она сама выбрала одного из них, но она отказывает всем, так как считает, что люди не принадлежащие к знати более добродетельные («My well-loved Lord», «Nay, tempt me not»). Пэры умоляют её не презирать их только из-за «голубой крови» («Spurn not the nobly born», «My lords, it may not be»). Стрефон подходит к Лорду-канцлеру, и ссылаясь на то, что сама Природа приказывает ему жениться на Филлиде, просит разрешения на брак. Лорд-канцлер иронично замечает, что Стрефон не представил достаточно доказательств того, что Природа хоть как-то заинтересована в этом вопросе, и отказывается дать своё согласие на брак между Стрефоном и Филлидой («When I went to the Bar»).
Разочарованный Стрефон призывает на помощь Иоланту. Несмотря на свой многовековой возраст, она появляется семнадцатилетней девушкой (феи никогда не стареют) и обещает помочь своему сыну. Графы Толлоллер и Маунтарарат вместе с Филлидой видят Иоланту в тёплых объятиях Стрефона и приходят к очевидному выводу («When darkly looms the day»). Стрефон пытается оправдаться: «Она была и есть матерью моей от моего рождения» («She is, has been, my mother from my birth!»), но пэры открыто смеются над его очевидно абсурдными заявлениями. Филлида сердито отвергает Стрефона из-за его якобы неверности и заявляет, что она выйдет замуж либо за лорда Толлоллера, либо за лорда Маунтарарата («…and I don’t care which!»). Стрефон зовет на помощь фей, которые появляются, но пэры принимают их за прогуливающихся школьниц. Обиженная Королева фей накладывает на пэров магическое заклинание: Стрефон станет членом Парламента и в его власти будет принятие любого закона, который он предложит («With Strephon for your foe, no doubt»).

### Второе действие
Двор Вестминстерского дворца, Лондон.
Рядовой Первой гренадерской гвардии Уиллис шагает на ночном дежурстве возле Вестминстерского дворца, размышляя вслух о политике («When all night long a chap remains»). Появляются феи и дразнят пэров успехом ставшего членом Парламента Стрефона, который выдвигает законопроект о прохождении пэрами конкурсного экзамена («Strephon’s a member of Parliament»). Пэры просят фей остановить озорство Стрефона, заявляя, что Палата пэров не поддаётся изменениям («When Britain really ruled the waves»). Хотя феи отвечают, что они не могут остановить Стрефона, они сильно притягиваются к пэрам, чем очень тревожат Королеву фей. Указывая на Рядового Уиллиса, который всё ещё находится при исполнении служебных обязанностей, Королева утверждает, что она способна подавлять свои чувства, которые пробуждает в ней его мужская красота («Oh, foolish fay»).
Филлида не может решить должна ли она выйти замуж за Толлоллера или за Маунтарарата, поэтому она оставляет выбор за ними. Толлоллер говорит Маунтарарату, что традиции его семьи потребовали бы сражаться насмерть за Филлиду на дуэли. Оба решают, что их дружба важнее любви и отказываются от своих притязаний («Though p’r’aps I may incur thy blame»). Лорд-канцлер появляется в ночной одежде и описывает страшный сон, который приснился ему из-за его неразделённой любви к Филлиде («Love, unrequited, robs me of my rest»). Два пэра пытаются подбодрить его и советуют ему сделать ещё одну попытку получить руку и сердце Филлиды («If you go in you’re sure to win»).
Стрефон теперь возглавляет обе партии в Парламенте, но он несчастен из-за потери Филлиды. Он видит Филлиду и доказывает ей, что его мать — фея, что объясняет её видимую молодость («If we’re weak enough to tarry»). Филлида и Стрефон просят Иоланту уговорить Лорда-канцлера дать разрешение на брак, потому что «никто не может устоять перед красноречием феи». Иоланта отвечает, что это невозможно, потому что Лорд-канцлер — её муж, который считает, что она умерла бездетной, и она не может открывать ему правду под страхом смерти. Тем не менее, чтобы спасти Стрефона от потери любви, Иоланта решает пойти завуалированной к Лорду-канцлеру («My lord, a suppliant at your feet»).

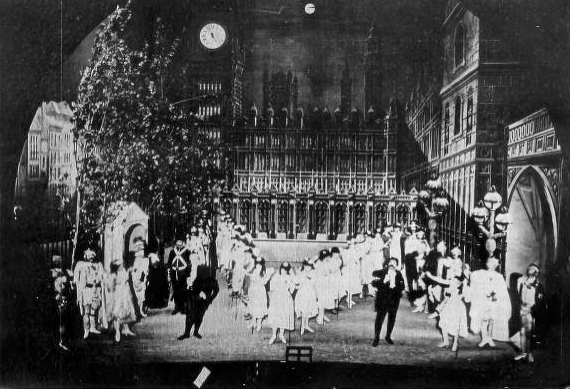
«Иоланта» в театре Бижу, Бостон, 1884 г.

Хотя Лорд-канцлер тронут её привлекательностью, которая напоминает о его жене, он заявляет, что сам хочет жениться на Филлиде. В отчаянии Иоланта открывает своё лицо, несмотря на предупреждения невидимых фей, показывая, что она его давно умершая жена, а Стрефон — его сын. Лорд-канцлер поражен видя её живой, но Иоланта вновь нарушила закон фей и у Королевы не остается иного выбора — она должна быть казнена («It may not be … Once again thy vow is broken»). Во время подготовки к казни Иоланты Королева узнаёт, что остальные феи выбрали себе мужей из числа пэров, следовательно, должны понести такое же наказание. Королева бледнеет от мысли, что ей придется уничтожить всех фей, но Лорд-канцлер предлагает ей изменить закон путём вставки в него всего одного слова: «Каждая фея, которая не выйдет замуж за смертного должна умереть». Королева фей радостно соглашается, а послушный солдат, Рядовой Уиллис, чтобы спасти ей жизнь, соглашается жениться на ней. Раз конкурсный экзамен теперь отбирает для Палаты пэров только людей со знаниями и навыками, пэры, не видя никаких причин оставаться в мире смертных, принимают предложение Королевы фей стать волшебными эльфами и отправиться в сказочную страну («Soon as we may, off and away»).

## Музыкальные номера
- Увертюра

Первое действие
- 1. «Tripping hither, tripping thither»[n 3] (Силия, Лейла — соло, хор фей)
- 2. «Iolanthe! From thy dark exile thou art summoned» (Королева, Иоланта, Силия, Лейла и хор фей)
- 3. «Good-morrow, good mother», соло (Стрефон и хор фей)
- 4. «Fare thee well, attractive stranger», соло (Королева и хор фей)
- 4a. «Good-morrow, good lover» (Филлида и Стрефон)
- 5. «None shall part us from each other», дуэт (Филлида и Стрефон)
- 6. «Loudly let the trumpet bray», хор пэров (теноры и басы)
- 7. «The law is the true embodiment», песня (Лорд-канцлер и хор пэров)
- 8. «My well-loved Lord» и баркарола «Of all the young ladies I know», трио с хором (Филлида, Толлоллер и Маунтарарат и хор пэров)
- 9. «Nay, tempt me not», речитатив (Филлида)
- 10. «Spurn not the nobly born», хор пэров и песня (Толлоллер)
- 11. «My lords, it may not be» (Филлида, Толлоллер, Маунтарарат, Стрефон, Лорд-канцлер и хор пэров)
- 12. «When I went to the Bar», песня (Лорд-канцлер)
- 13. Финал Первого действия (Ансамбль)
  - «When darkly looms the day», «The lady of my love has caught me talking to another»
  - «Go away, madam», «Henceforth Strephon, cast away»
  - «With Strephon for your foe, no doubt», «Young Strephon is the kind of lout»

Второе действие
- 1. «When all night long a chap remains», песня (Рядовой Уиллис)
- 2. «Strephon’s a member of Parliament», хор фей и пэров
- 3. «When Britain really ruled the waves», песня (Маунтарарат и хор)
- 4. «In vain to us you plead», дуэт (Лейла, Силия, хор фей, Маунтарарат, Толлоллер и хор пэров)
- 5. «Oh, foolish fay», песня (Королева и хор фей)
- 6. «Though p’r’aps I may incur thy blame», квартет (Филлида, Маунтарарат, Толлоллер и Рядовой Уиллис)
- 7. «Love, unrequited, robs me of my rest»[n 4], речитатив и песня (Лорд-канцлер)
- 8. «If you go in you’re sure to win», трио (Толлолер, Маунтарарат и Лорд-канцлер)
- 9. «My bill has now been read a second time», речитатив и песня (Стрефон)
- 10. «If we’re weak enough to tarry», дуэт (Филлида и Стрефон)
- 11. «My lord, a suppliant at your feet», речитатив и баллада (Иоланта)
- 12. «It may not be», речитатив (Иоланта, Королева, Лорд-канцлер и хор фей)
- 13. Финал Второго действия. «Soon as we may, off and away» (Ансамбль)